# داميان كوتورير
داميان كوتورير (بالفرنسية: Damien Couturier)‏ هو لاعب دوري الرغبي فرنسي، ولد في 9 يوليو 1984.